# Museum des Befreiungskampfes der Ukraine

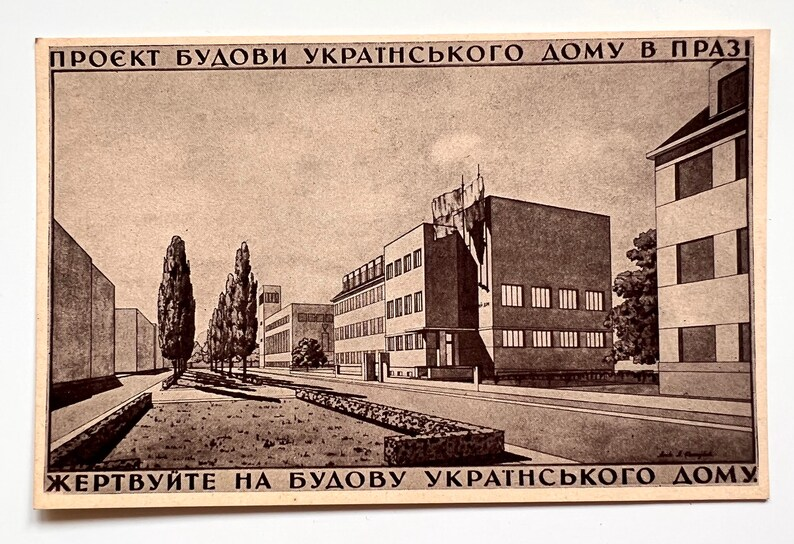
Bild des Bauprojekts des Museums

Das Museum des Befreiungskampfes der Ukraine (ukrainisch Музей визвольної боротьби України) war eine ukrainische Archiv- und Museumsinstitution in Prag.

## Gründungsgeschichte und Leitung
1925 gründete eine Gruppe ukrainischer Kriegsveteranen und Professoren der Ukrainischen Freien Universität die Gesellschaft Museum des Befreiungskampfes der Ukraine mit dem Ziel, ein gleichnamiges Museum in Prag zu organisieren und zu unterhalten, dessen hauptsächlicher Zweck die Sammlung, Erhaltung und Erforschung der Kulturgüter des Sowjetisch-Ukrainischen Kriegs sein sollte. Die Satzung des Vereins wurde von den Behörden der Tschechoslowakei genehmigt. Die Stadt Prag hat für das Museumsgebäude einen Platz gespendet und das Ministerium für Innere Angelegenheiten und Kommunikation startete eine Kampagne, um Spenden für dieses Gebäude zu sammeln. Das Museum wurde ausschließlich durch Spenden finanziert, die hauptsächlich aus den USA, Kanada und von Jacob Makohin aus London kamen. Die Sammlung des Museums wurde zunächst in sieben angemieteten Räumen ausgestellt, darunter in Häusern in den Stadtteilen Nusle und Žižkov. Der Rest der Bestände wurde in drei Garagen aufbewahrt.
1935, anlässlich des 10-jährigen Jubiläums des Vereins, wurde im Kunstgewerbemuseum in Prag eine Ausstellung der Museumssammlungen eröffnet, in der erstmals dessen Sammlung von Archivmaterialien aus dem Militär- und Diplomatenbereich präsentiert wurde. Nachdem genügend Geld zusammengekommen war, wurde 1938 in Nusle ein Gebäude für das Museum gekauft. Es wurde 1939 nach seiner Renovierung eröffnet. Die Kulturgüter wurden von ukrainischen Emigrantenpersönlichkeiten und -Organisationen geliefert.
Dmytro Antonowytsch war von der Gründung des Museums bis zu seinem Tod im Jahr 1945 Direktor. Der Betrieb des Museums wurde dann vom stellvertretenden Direktor Symon Narischnyj übernommen, der sich jahrelang um die Routineangelegenheiten gekümmert hatte. Zwischen 1925 und 1936 veröffentlichte das Museum unregelmäßig und dann bis 1938 vierteljährlich sein eigenes Bulletin. Der Verein des Museums hatte (Stand 1943) 140 Mitglieder. Seine Leiter waren Ivan Horbaczewski von 1925 bis 1935, Stepan Smal-Stozkyj bis 1938, und Andrij Jakowliw und Dmytro Doroschenko bis 1945.

## Kulturgüter

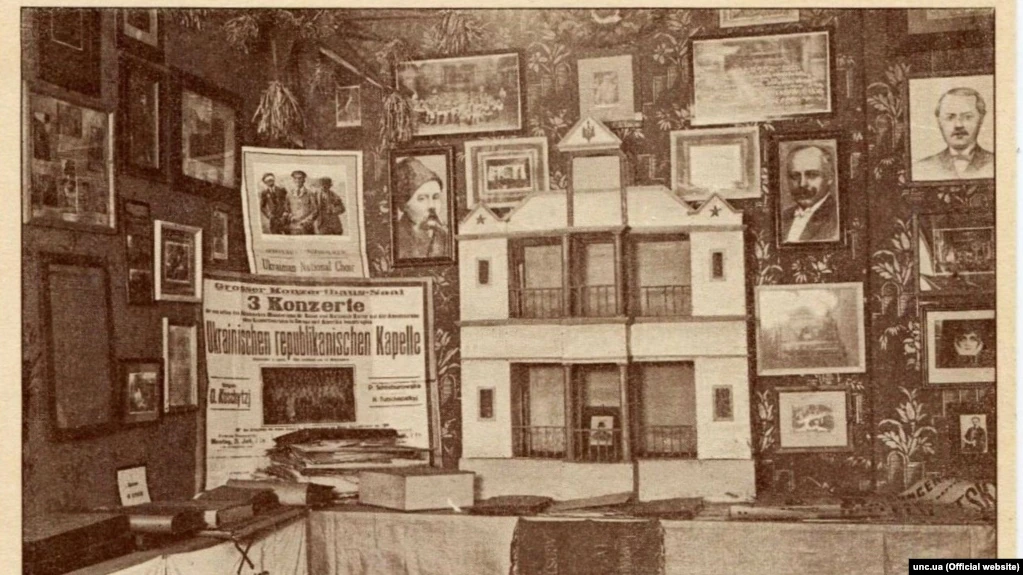
Postkarte mit der Abbildung der Theater- und Kunstabteilung der Ausstellung des Museums

Das Museum verfügte über Archivbestände, darunter Dokumente verschiedener diplomatischer Vertretungen der Ukrainischen Volksrepublik, des Bundes zur Befreiung der Ukraine, der Ukrainischen Legion, ukrainischer Kriegsgefangenenlager in Deutschland während des Ersten Weltkriegs und ukrainischer Internierungslager in Polen, Rumänien und der Tschechoslowakei nach dem Krieg. Außerdem enthielt es Materialien der Aktivitäten der ukrainischen Emigration, von Vereinen, von Wassyl Awramenkos Ballettsammlungen und von bis dahin unveröffentlichten Werken ukrainischer Schriftstellerinnen und Schriftsteller. Zudem enthielt es literarische Manuskripte und die Korrespondenz von Persönlichkeiten wie Oleksandr Barwinskyj, Bohdan Lepkyj, und Metropolit Wassyl Lypkiwskyj. Die Archivbestände waren in 4 Abteilungen eingeteilt: Politisch-diplomatisch, militärisch, Emigrationszeit, und allgemein. Die militärische Abteilung wurde u. a. von Mychajlo Omeljanowytsch-Pawlenko geleitet.
Es gab eine Kunstsammlung, zu der Gemälde und über 1400 Stiche, Skulpturen und Grafiken von Künstlerinnen und Künstlern wie Oksana Ljaturynska, Robert Lisovsky und Alexander Archipenko gehörten; Sätze von etwa 1200 ukrainischen Zeitschriften; eine ukrainische Numismatik- und Währungssammlung; eine Sammlung ukrainischer Militäruniformen, Waffen, Armeefotos, Dokumente und Berichte; eine Bibliothek, bestehend aus über 70 Buchsammlungen, darunter die von Dmytro Antonowytsch, Spyrydon Tscherkassenko, Kostjantyn Mazijewytsch, Oleksandr Kolessa und Stepan Smal-Stozkyj; antike Karten der Ukraine, zum Beispiel Johann Baptist Homanns Atlas Novus von 1716; und eine Kalendersammlung. Separate Segmente behandelten Taras Schewtschenkos Werke und die Karpatenukraine.

## Auflösung
Am 14. Februar 1945 wurde das Museum von einer alliierten Bombe getroffen und seine Büros und ein Viertel seiner Bestände wurden zerstört. Die erhaltenen Materialien wurden fortgeschafft und im Keller des Clementinums und des Innenministeriums gelagert. Nach der Prager Operation wurde die Museumssammlung im Mai 1945 von den Sowjets beschlagnahmt. Durch die Bemühungen von Symon Narischnyj wurde das Eigentum an den Exekutivrat des Museums zurückgegeben und ab November 1945 wurde die Museumsarbeit vorläufig wiederaufgenommen.
Im März 1948 schloss die tschechoslowakische Regierung das Museum und beschlagnahmte seine Bestände. Die Gesellschaft hörte offiziell auf zu existieren. Die Slawische Bibliothek in Prag erhielt den Großteil der Bibliotheksbestände des Museums. Eine große Anzahl von Büchern und Artefakten wurde 1957 dem Kulturverein der ukrainischen Arbeiter in Prešovský kraj gespendet, wo sie schließlich in geringerer Anzahl ihren Weg in das Museum der ukrainischen Kultur fanden. Ein großer Teil des Archivs wurde 1958 nach Kiew gebracht, von 1959 bis 1963 im zentralen staatlichen historischen Archiv der Ukraine bearbeitet und organisiert und in verschiedenen Spezialsammlungen untergebracht. Ein Teil des Materials wurde auch nach Moskau, Lwiw und in regionale Archive in der USSR geschickt.
Symon Narischnyj versuchte, die ukrainische Meinung im Westen zu mobilisieren, um gegen das Schicksal des Museums zu protestieren. Seine diesbezüglichen Bemühungen wurden jedoch von Kalenyk Lyssjuk, einem ehemaligen Gönner des Museums, untergraben, der Narischnyj in der ukrainischen Presse in Nordamerika beschuldigte, die Sammlungen des Museums 1945 an die Sowjets übergeben zu haben. Die Geschichte des Museums nach 1948 wurde vom slowakischen Folkloristen Mikuláš Mušinka zusammengestellt, der seine Ergebnisse zusammen mit einem allgemeinen historischen Überblick 1996 veröffentlichte. Einige der Kulturgüter sind im Kunstgewerbemuseum in Prag und in der Nationalgalerie Prag ausgestellt.